# Mer Celtique
La mer Celtique (anglais : Celtic Sea ; breton : Ar Mor Keltiek ; cornique : An Mor Keltek ; irlandais : An Mhuir Cheilteach ; gallois : Y Môr Celtaidd) est une mer épicontinentale faisant partie de l'océan Atlantique et qui borde le Sud de l'Irlande, les deux pointes sud-ouest de la Grande-Bretagne et la façade ouest de la Bretagne. Elle n'est pas une mer bordière de l'océan Atlantique mais en est une division qui a ses propres limites.

## Toponymie
C'est à l'océanographe et biologiste britannique Ernest William Lyons Holt, lors d'une réunion avec des experts français, irlandais et britanniques de la pêche en 1921 à Dublin, que l'on doit la première utilisation du terme « mer Celtique » pour désigner l'étendue marine recouvrant le plateau continental au sud de l'Irlande et de la mer d'Irlande, au sud-ouest de la Grande-Bretagne et à l'ouest de la Bretagne et de l'entrée de la Manche.

## Géographie
Les limites de la mer Celtique sont définies comme il suit par l'Organisation hydrographique internationale : 
- au nord : une ligne joignant le cap de St David's, au pays de Galles (51° 54′ 08″ N, 5° 18′ 51″ O), au cap de Carnsore (52° 10′ 23″ N, 6° 21′ 51″ O), en Irlande, puis la côte sud de l'Irlande jusqu'à Mizen Head (51° 26′ 57″ N, 9° 46′ 17″ O), de là une ligne droite jusqu'à la position 51° 00′ N, 11° 30′ O ;
- à l'ouest et au sud : une ligne depuis la position 51° 00′ N, 11° 30′ O jusqu'au parallèle 49° de latitude nord, de là jusqu'à la position 46° 30′ N, 5° 34′ O sur la limite occidentale du golfe de Gascogne, et le long de cette limite jusqu'à la pointe de Penmarch (47° 47′ 51″ N, 4° 22′ 29,26″ O) ;
- à l'est avec le canal de Bristol : une ligne joignant Hartland Point (51° 01′ 19″ N, 4° 31′ 31″ O) à Saint Govan's Head (51° 35′ 49″ N, 4° 55′ 29″ O) ;
- à l'est avec la Manche : une ligne joignant l'île Vierge (Finistère) (48° 38′ 24,3″ N, 4° 34′ 10,35″ O) à Land's End (Cornouailles) (50° 03′ 55,4″ N, 5° 42′ 57,3″ O).

### Hydrographie
Elle se caractérise par une houle croisée entre la grande houle de l'Atlantique qui vient se heurter à la remontée des fonds, et la houle du canal Saint-Georges.
Le record mondial de hauteur significative observé par un instrument en mer est de 17,2 m, au sud-ouest de l'Irlande en mer Celtique ; il est probable que la hauteur maximale subie par la bouée M6 qui a fait la mesure lors de la tempête du 9 décembre 2007, ait dépassé les 30 m.
Durant une campagne de mesure effectuée sur le phare de la Jument, près de l'île d'Ouessant, durant l'hiver 2017-2018, une hauteur de vague maximale de 24,60 m a été relevée,.

## Nautisme
De nombreuses courses au large traversent la mer Celtique pour contourner le célèbre rocher du Fastnet, près de la pointe sud-ouest de l'Irlande.